# Enrique García Álvarez (actor)
Enrique García Álvarez (Sama de Langreo, 1896-Valencia, 24 de enero de 1971) fue un actor español.

## Biografía y carrera
Enrique García Álvarez nació en la parroquia asturiana de Sama de Langreo en 1896, siendo hijo de José Álvarez Fernández y Generosa García González.
Comenzó su carrera artística en 1922. En 1938, cercano el final de la guerra civil española, huyó a Francia, hacia París, donde le socorrió la solidaridad masónica de Maurice Chevalier, con la que pudo alcanzar México, donde se estableció. Vivió exiliado en México hasta su retorno a su pueblo natal. 
Debutó en el cine en México en 1940. En su etapa mexicana trabajó con Mario Moreno Cantinflas y Luis Buñuel. Fundó la revista La Voz del Actor y recibió el premio Diosa de Plata (de Periodistas Cinematográficos de México, Pecime) por su papel en El ángel exterminador de Luis Buñuel.

### Vida personal y muerte
Estuvo casado con Carmen Collado y murió de un infarto de miocardio sufrido el 24 de enero de 1971 en Valencia, ciudad natal de su mujer, donde ella se estaba recuperando de una operación ocular.

## Filmografía selecta
- El gendarme desconocido (1941)
- Jesús de Nazareth (1942)
- El padre Morelos (1943)
- El mártir del calvario (1952)
- La sombra del otro (1957)
- Aventuras de Joselito en América (1960)
- El ángel exterminador (1962)
- Días de otoño (1963)
- Hasta el viento tiene miedo (1968)
- Simón del desierto (1969)